# Hanna Ekengren
Hanna Margit Ebba Ekengren, född 7 januari 2002, är en svensk fotbollsspelare som spelar för Vittsjö GIK.

## Karriär
Ekengren började spela fotboll i Älta IF. Därefter gick hon till AIK. Ekengren debuterade i Elitettan den 2 juni 2018 i en 1–3-förlust mot Kvarnsvedens IK, där hon blev inbytt i den 79:e minuten mot Sandra Lindkvist. Det blev Ekengrens enda tävlingsmatch för AIK.
I januari 2019 gick Ekengren till Djurgårdens IF. Ekengren debuterade i Damallsvenskan den 12 oktober 2019 i en 3–0-vinst över Kungsbacka DFF, där hon blev inbytt i den 80:e minuten mot Irma Helin. I november 2019 skrev Ekengren på sitt första A-lagskontrakt med Djurgården; ett kontrakt på två år.
Inför säsongen 2022 värvades Ekengren av Vittsjö GIK, där hon skrev på ett tvåårskontrakt. I april 2023 lånades hon ut till Elitettan-klubben Trelleborgs FF. Ekengren gjorde ett mål på två matcher i Trelleborg och återvände sedan till Vittsjö. I januari 2024 förlängde hon sitt kontrakt i Vittsjö med ett år. I december 2024 förlängde Ekengren återigen sitt kontrakt med ett år.